# كريستي هيمي
كريستينا لي «كريستي» هيمي (بالإنجليزية: Christy Hemme)‏ ولدت في ( 28 أكتوبر 1979) هي ممثلة أمريكية ومغنية وعارضة وعاملة في المصارعة المحترفة ومصارعة سابقة.كريستي تعمل حالياً في اتحاد توتال نون ستوب أكشن ريسلنغ (TNA) كمقة مقابلات خلف الكواليس.وهي أيضاً معروفة بظهورها في اتحاد المصارعة العالمية الترفيهية (WWE) وتصويرها في البلاي بوي في عدد شهر أبريل سنة 2005.

## روابط خارجية
- كريستي هيمي على موقع IMDb (الإنجليزية)
- كريستي هيمي على موقع قاعدة بيانات الفيلم (الإنجليزية)
- كريستي هيمي على موقع دبليو دبليو إي (الإنجليزية)
- كريستي هيمي على موقع CageMatch worker (الإنجليزية)
- كريستي هيمي على موقع قاعدة بيانات المصارعة على الإنترنت (الإنجليزية)
- كريستي هيمي على موقع عالم المصارعة على الإنترنت (الإنجليزية)
- كريستي هيمي على موقع عالم المصارعة على الإنترنت (الإنجليزية)